# Neobuxbaumia euphorbioides
Neobuxbaumia euphorbioides là một loài thực vật có hoa trong họ Cactaceae. Loài này được Buxb. mô tả khoa học đầu tiên.

## Hình ảnh

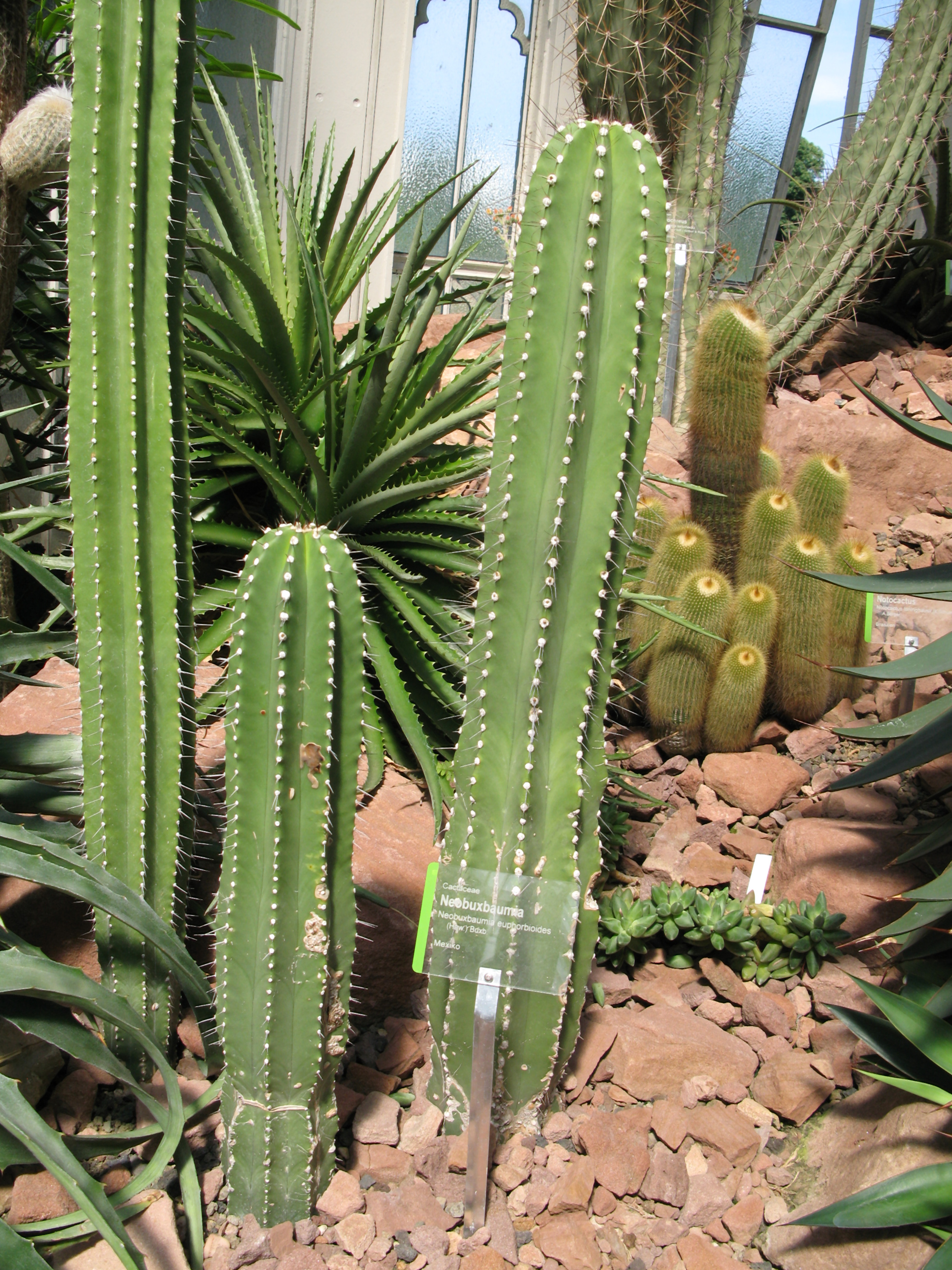